# Lewis Dunk
Lewis Carl Dunk (Brighton, Inglaterra, Reino Unido, 21 de noviembre de 1991) es un futbolista británico que juega en la posición de defensa y su equipo es el Brighton & Hove Albion F. C. de la Premier League de Inglaterra.

## Trayectoria
El 30 de abril de 2010 firmó su primer contrato profesional con el Brighton & Hove gracias a sus buenas actuaciones como capitán en el equipo juvenil. Un día más tarde se produjo su debut con el primer equipo en un encuentro de League One ante Milton Keynes de la mano de Gus Poyet. En la temporada 2010-11, en la que se logró el ascenso a Championship, renovó su contrato por dos años más aunque únicamente jugó ocho encuentros.
Para la campaña siguiente, se consolidó en el primer equipo al disputar 36 encuentros. Por el contrario, en la campaña 2012-13 sólo participó en nueve encuentros. Por tanto, el 4 de octubre de 2013 fue cedido por un mes al Bristol City para ganar experiencia. En julio de 2014 firmó una nueva renovación hasta 2018.
Para la temporada 2014-15 se consolidó definitivamente en el once titular de las gaviotas de la mano de Sami Hyypiä. El 30 de agosto marcó sus primeros dos goles para el club, ambos de cabeza, en un encuentro ante el Charlton Athletic (2-2). Acabó la temporada como el máximo goleador del equipo, con siete tantos. Continuó siendo un fijo la temporada siguiente, donde logró cuatro tantos (uno de ellos en el play-off de ascenso ante el Sheffield Wednesday).
En la temporada 2016-17 fue uno de los líderes que llevó al equipo a ascender a la Premier League por primera vez. Su gran rendimiento fue reconocido con su inclusión en el once ideal de la competición. El 12 de agosto debutó en Premier League, anotándose un autogol, en la derrota por 1 a 2 ante el Manchester City. Dunk anotó cuatro autogoles en la Premier League 2017-18 igualando el récord de Martin Škrtel. El 4 de marzo de 2018 marcó su primer gol en Premier League en la victoria por 2 a 1 ante el Arsenal. Dunk acabó la temporada jugando los 3420 minutos de las 38 jornadas de Premier.
En las jornadas 11 y 12 de la Premier League 2018-19 marcó dos goles de manera consecutiva en las derrotas ante Everton y Cardiff City.

## Selección nacional
El 7 de octubre de 2018 recibió su primera convocatoria con la selección inglesa por la lesión de James Tarkowski. El 15 de noviembre debutó en un encuentro amistoso ante Estados Unidos y lo hizo como titular.

### Participaciones en Eurocopas
| Copa          | Sede     | Resultado  | Partidos | Goles |
| ------------- | -------- | ---------- | -------- | ----- |
| Eurocopa 2024 | Alemania | Subcampeón | 0        | 0     |

## Clubes
| Club                         | País       | Año           |
| ---------------------------- | ---------- | ------------- |
| Brighton & Hove Albion F. C. | Inglaterra | 2010-presente |
| Bristol City F. C. (cedido)  | Inglaterra | 2013          |